# Viticulture en Roumanie

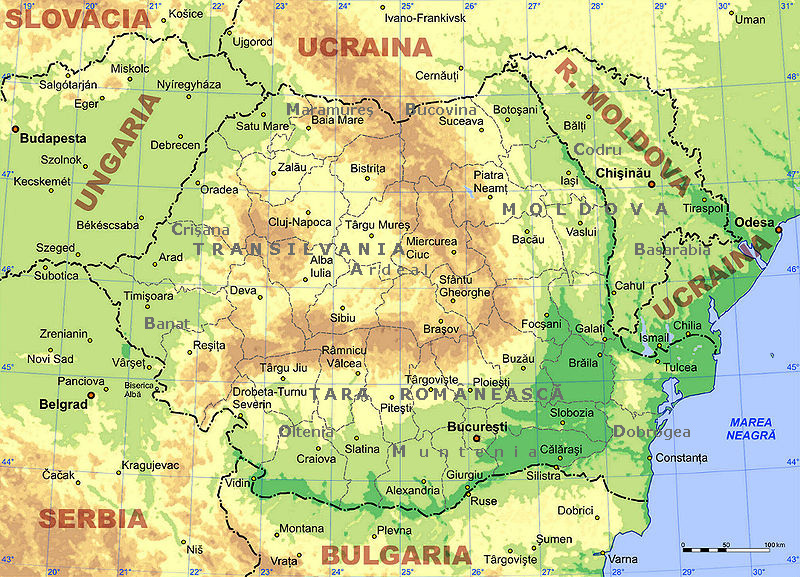
Carte de la Roumanie montrant le relief et le découpage en județe (départements).

La viticulture en Roumanie a une longue histoire, produisant avec plusieurs cépages autochtones des vins peu connus à l'étranger.
La Roumanie est au 9e rang mondial des pays producteurs de vin, ainsi que le premier producteur parmi les pays de l'Europe centrale et orientale. Elle est membre de l'organisation internationale de la vigne et du vin.

## Histoire
La viticulture aurait été apportée chez les Daces par les colonies grecques du bord de la mer Noire.
Elle se développe pendant la période romaine, de la conquête par l'empereur Trajan en 106 à l'invasion barbare de 256, pour approvisionner les troupes (légions et auxiliaires) en garnison et les populations romanisées se trouvant dans la province de Dacie. Lors de la crise du troisième siècle, l'Empire romain perd la Dacie au profit des Carpes et des Goths (évacuation partielle sous Gallien en 260-268, totale sous Aurélien en 271-272).

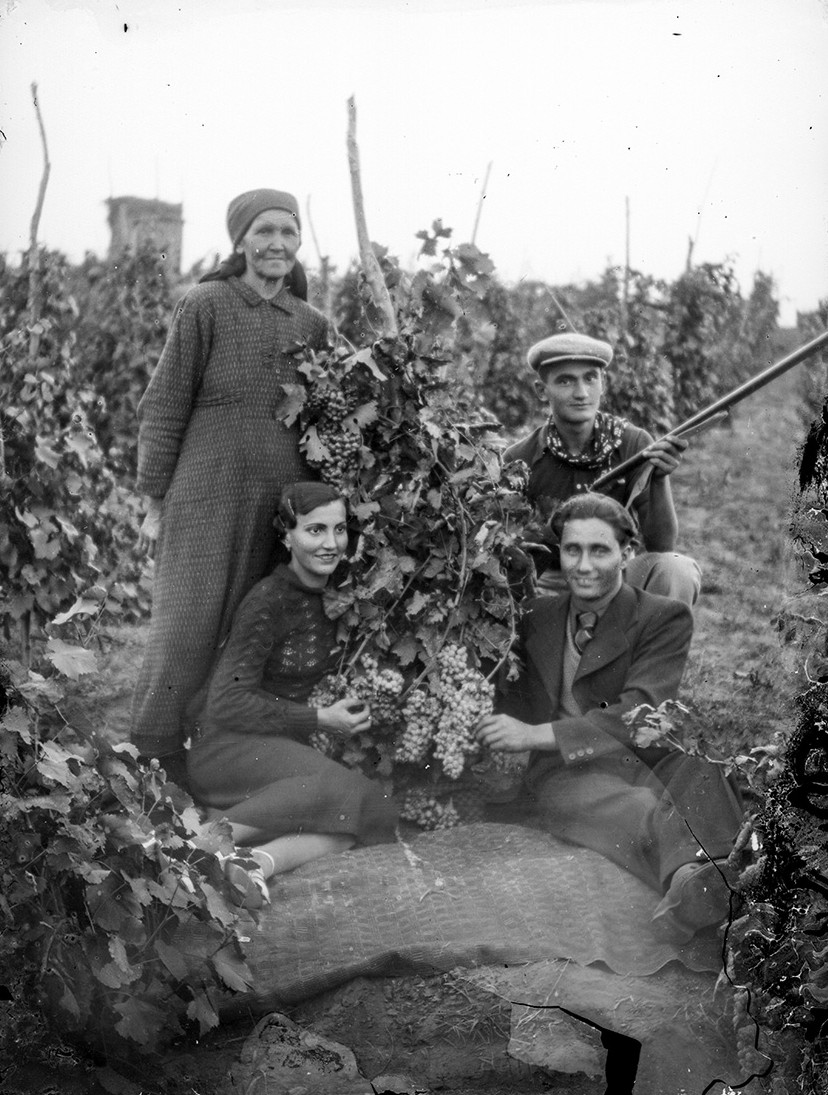
Famille de viticulteurs dans le județ de Ialomița, environ 1940.

Pendant le Moyen Âge et l'Époque moderne, la présence d'une minorité allemande dans le Sud de la Transylvanie favorise l'implantation de cépages germaniques (encore présents aujourd'hui : le welschriesling et les traminers) et le goût pour les vins blancs sucrés (la majorité des vins roumains sont des blancs demi-sec). Les ravages du phylloxéra à l'extrême fin du XIXe siècle (à partir de 1885) favorise l'arrivée de cépages d'origine française (d'abord le sauvignon, le cabernet sauvignon et le pinot noir, plus tard le merlot).
Comme dans tous les pays du bloc de l'Est, les vignerons se voient confisquer leurs terres durant la période communiste (de 1945 à 1989), la petite propriété individuelle étant remplacée par des fermes d'État (dites « coopératives »). Après la chute de la dictature ces vastes structures de production ont été vendues aux enchères par l'état roumain (les descendants des anciens vignerons, qui réclamaient leurs terres, recevant un modeste dédommagement). Depuis les années 1990, quelques viticulteurs étrangers se sont installés en Roumanie, attirés par les prix très bas du foncier et de la main-d'œuvre.

## Géographie

### Régions de productions

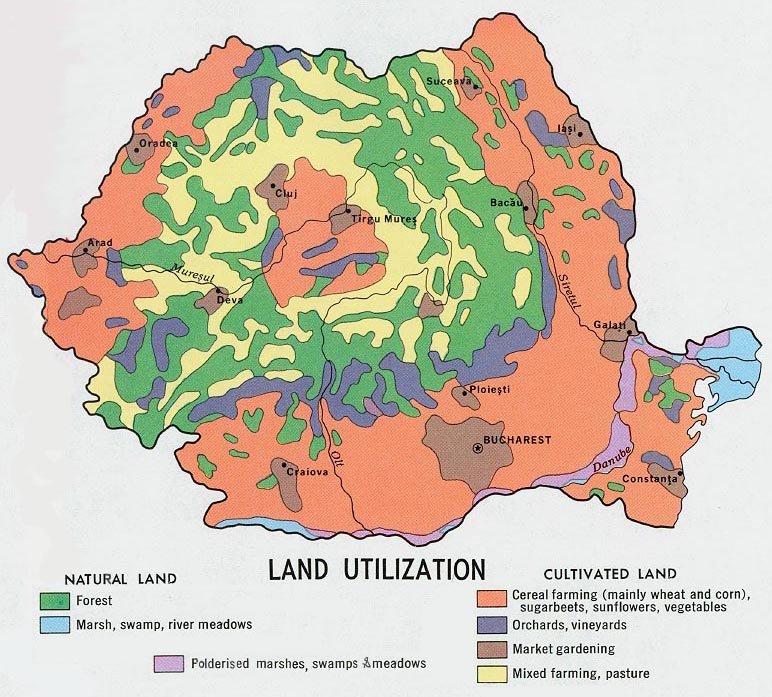
Carte d'occupation des sols en Roumanie en 1970 : les vignobles sont indiqués en violet.

Il existe quatre grandes régions viti-vinicoles : transylvaine, valaque, moldave et dobrogéenne.
- La Transylvanie (Transilvania), essentiellement sur le plateau central :
  - dans l'Ardeal, notamment dans la vallée de la Târnava (l'ancien Weinland autour de Mediaș), dans celle de la Bistrița (Lechința), autour d'Alba Iulia et d'Aiud ;
  - dans le Banat (Recaș, Baziaș, Dealul Tirolului et Moldova Nouă) ;
  - dans la Crișana (Miniș, Podgoria Aradului et Biharia) ;
  - dans le Maramureș (Silvania et Valea lui Mihai).

- La Valachie (Ţara Românească), essentiellement le long du piémont sud des Carpates, débordant parfois sur la plaine :
  - en Munténie (Muntenia : Dealurile Buzăuliu, Dealul Mare, Ştefănești et Sâmburești) ;
  - en Olténie (Oltenia : Drăgășani, Crușețu, Corcova, Severinului et Sadova-Corabia).

- La Moldavie (Moldova ; cet article ne concerne pas la République de Moldavie dont les terroirs sont traités dans l'article « Viticulture en Moldavie », mais uniquement la région moldave de Roumanie) :
  - le long du piémont de la courbure des Carpates (Panciu, Odobești et Cotești) ;
  - ainsi que sur le plateau (Ivești, Nicorești, Zeletin, Dealu Bujorului, Colinele Tutovei, Huși, Iași et Cotnari).

- La Dobrogée (Dobrogea), essentiellement à Murfatlar, Babadag et Sarica-Niculițel où se trouvent de fameux cépages locaux[3].

La superficie totale cultivée était de 242 700 hectares en 2002, soit 83 500 en Moldavie, 74 300 en Munténie, 35 100 en Olténie, 24 200 en Dobroudja, 11 100 en Crișana-Muramureș, 10 800 en Transylvanie et 3 700 hectares dans le Banat.

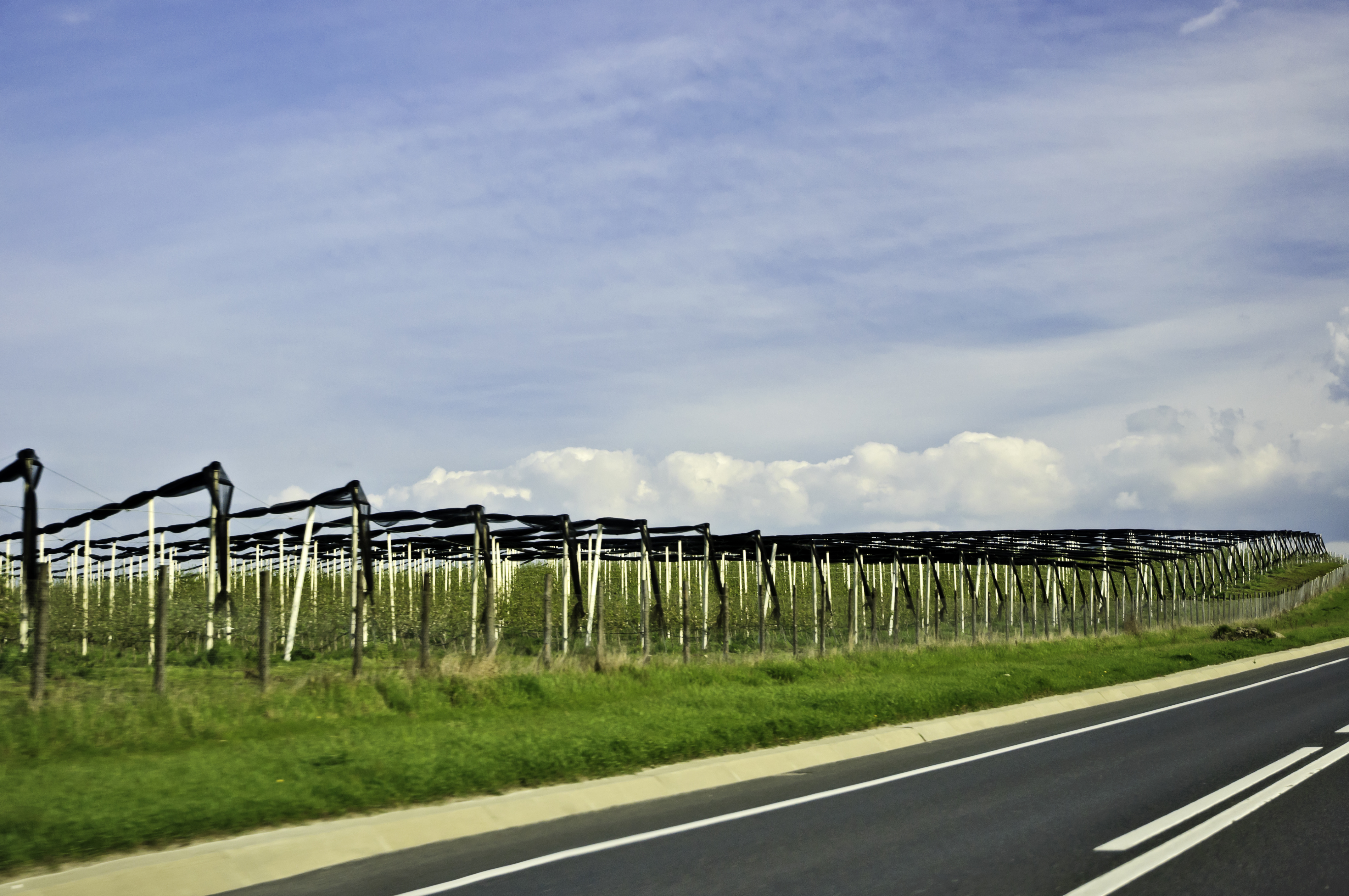
Vignes transylvaines en conduite haute.
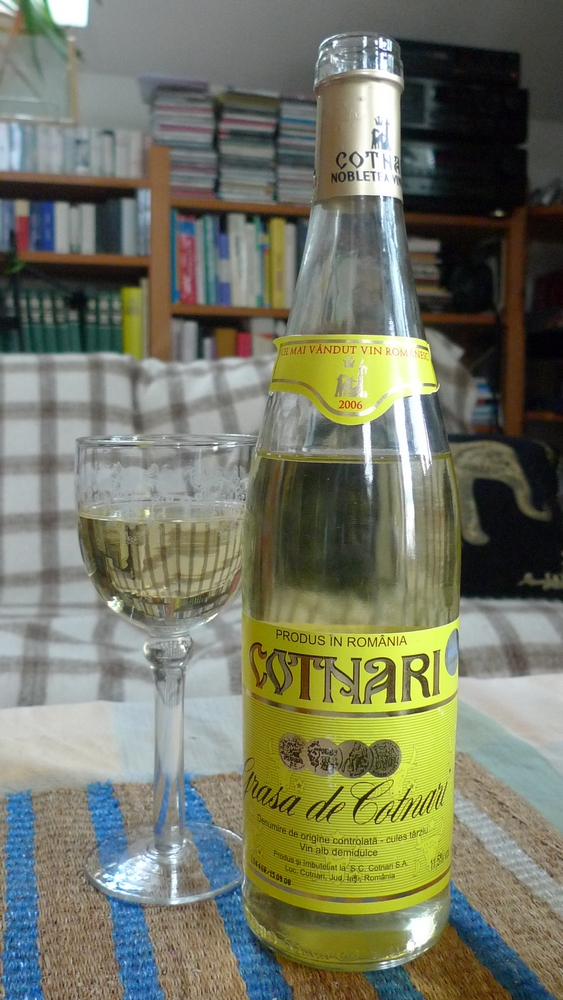
Bouteille de Grasă de Cotnari (vin doux).
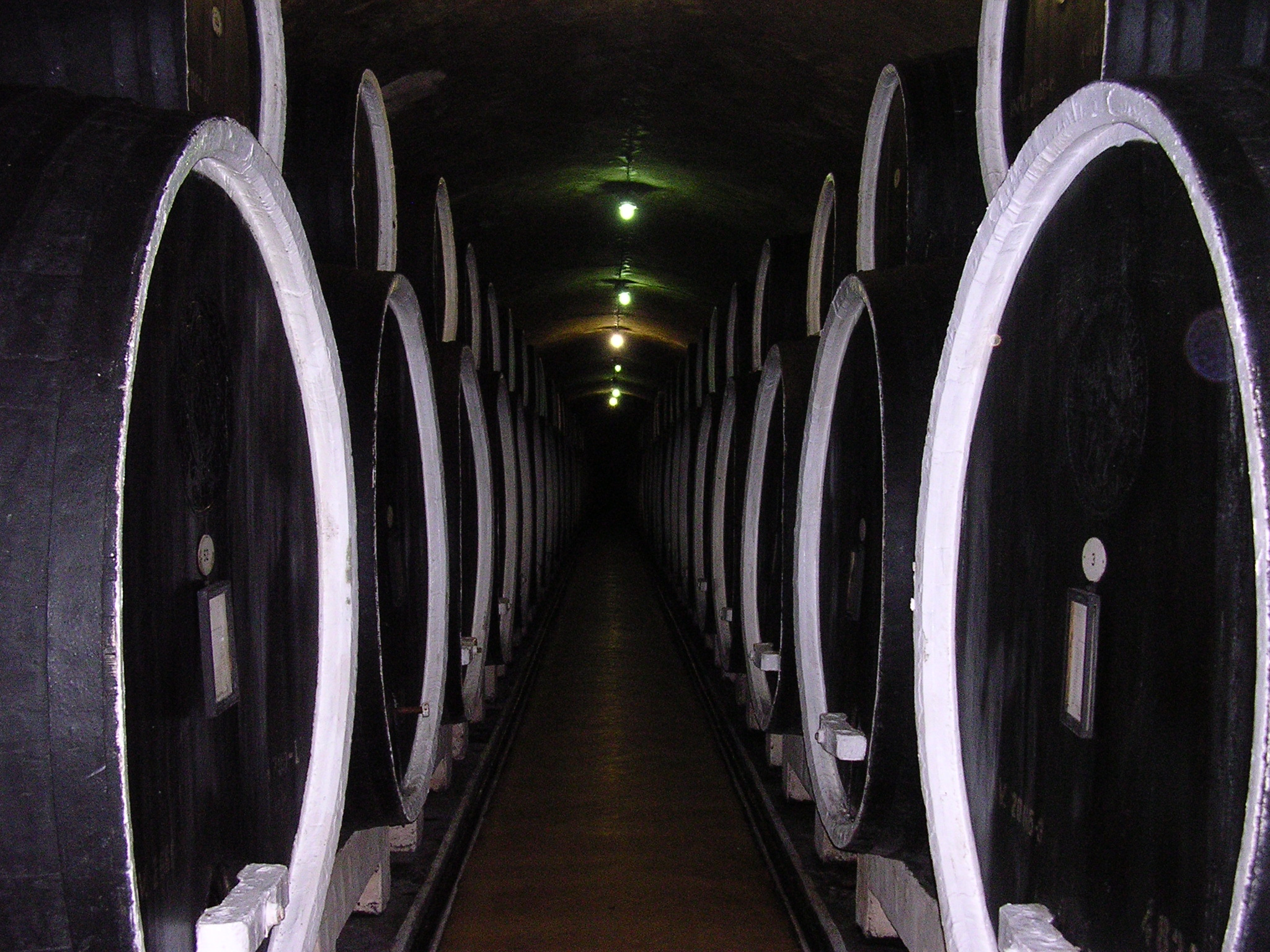
Cave de Cotnari.

### Climat
Le climat roumain est d'une façon générale de type continental, donc avec des saisons très contrastées : les hivers y sont froids et neigeux tandis que les étés y sont chauds.
Les nuances entre les régions sont dues à un climat plus frais en Transylvanie, aux influences montagnardes des Carpates en Valachie et en Moldavie, méditerranéennes dans le Banat (venant de l'Adriatique), ainsi qu'à la proximité de la mer Noire pour la Dobrogée qui adoucit relativement les hivers mais rend les étés plus secs.

### Cépages cultivés

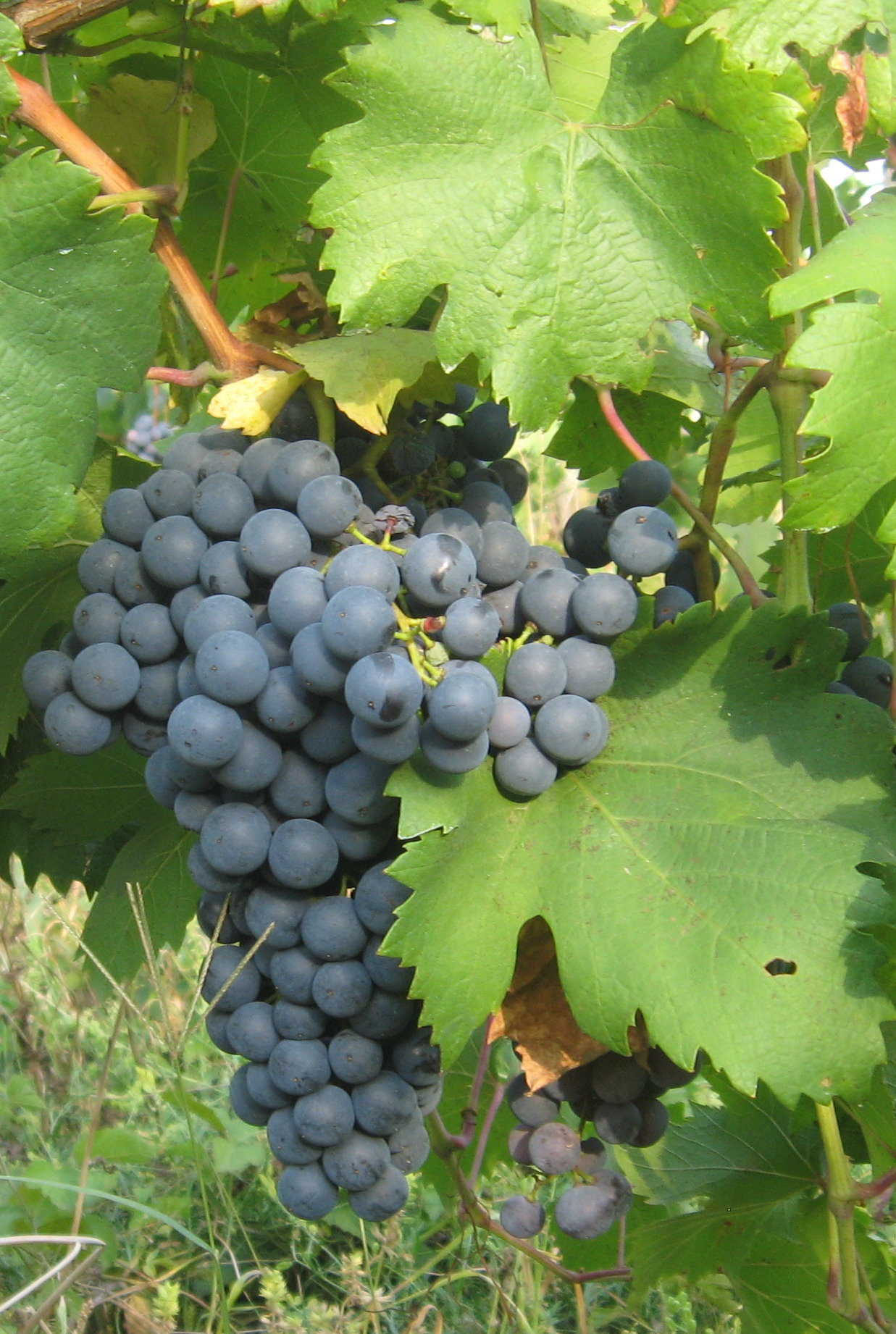
Grappe de Băbească Neagră.

#### Cépages blancs et gris
Les cépages européens classiques sont représentés (welschriesling, aligoté, sauvignon, pinot gris, chardonnay, muscat ottonel, gewurztraminer, muscat d'Alexandrie et chasselas) mais aussi les cépages autochtones :
- Fetească regală
- Fetească albă
- Grasă de Cotnari (en)
- Crâmpoșie,
- Frâncușă,
- Galbenă de Odobești (ro)
- Sarba,
- Tămâioasă românească (muscat roumain).

| Cépages         | Surface (ha) | %    | Cépages          | Surface (ha) | %    |
| --------------- | ------------ | ---- | ---------------- | ------------ | ---- |
| Fetească regală | 25 580       | 30,5 | Pinot gris       | 2 890        | 3,4  |
| Welschriesling  | 16 240       | 19,4 | Chardonnay       | 650          | 0,8  |
| Aligoté         | 12 420       | 14,8 | Grasă de Cotnari | 600          | 0,7  |
| Fetească albă   | 10 590       | 12,6 | Autres cépages   | 10 740       | 12,8 |
| Sauvignon       | 4 170        | 5,0  | Total            | 83 880       | 100  |

#### Cépages noirs
Outre les cépages européens classiques (cabernet sauvignon, merlot et pinot noir), on trouve des cépages autochtones :
- Băbească neagră
- Fetească neagră ou Noir des pucelles
- Negru de Drăgășani.

| Cépages            | Surface (ha) | %    | Cépages         | Surface (ha) | %    |
| ------------------ | ------------ | ---- | --------------- | ------------ | ---- |
| Cabernet sauvignon | 7 960        | 31,9 | Pinot noir      | 1 480        | 5,9  |
| Merlot             | 6 750        | 27,1 | Fetească neagră | 650          | 2,6  |
| Băbească neagră    | 2 340        | 9,4  | Autres cépages  | 5 760        | 23,1 |
| Total              | 24 940       | 100  |                 |              |      |

### Anciens cépages
- Balcic

## Réglementation
La législation viticole roumaine classe les vins selon la couleur (blanc, rosé ou rouge), la quantité de sucre (sec, demi-sec, demi-doux ou doux) et surtout son degré d'alcool :
- vinuri pentru consumul curent, vin de consommation courante :
  - vin de masa, vin de table (VM, 8,5 à 9,5 % vol. d'alcool) ;
  - vin de masa superior, vin de table supérieur (VMS, au-dessus de 9,5 %) ;
- vinuri de calitate, vin de qualité :
  - vinuri de calitate superior, vin de qualité supérieure (VS, au moins 10 %), devenu vinuri cu indicatie geografica protejata, vin à indication géographique protégée (IGP) ;
  - vinuri cu denumiri de origine controlata, vin à appellation d'origine contrôlée (DOC, au moins 10,5 %, fait à partir de raisin contenant au moins 196 g de sucre par litre de moût) ;
  - vinuri de inalta calitate cu denumiri de origine controlata, vin à appellation d'origine contrôlée et degrés de qualité (DOCC) ;
    - vinuri din struguri culesi la deplina maturitate, vendange à la pleine maturité des baies (DOCC-CMD, au moins 196 g de sucre par litre) ;
    - vinuri din struguri culesi tarziu, vendange tardive (DOCC-CT, au moins 220 g de sucre par litre) ;
    - vinuri din struguri stafiditi si cu putregai nobil, vendange à l'ennoblissement des baies avec pourriture noble (DOCC-CIB, au moins 240 g de sucre par litre).

D'autres mentions traditionnelles peuvent être rajoutées : mis en bouteille chez le producteur, mise en bouteille spéciale, vin de vinothèque, vin médaillé, cépage pur, vin en tonneaux d'élite, trésor du cellier, réserve, vin jeune, vin porté à la maturation en barriques.
Depuis 1993, l'office national des appellations d'origine pour le vin et les autres produits vitivinicoles (ONDOV) a la charge des dénominations géographiques et des 132 appellations d'origine.

## Production
La production était de 5 089 800 hectolitres de vin pour l'année 2002, soit 2 035 500 en Moldavie, 1 530 000 en Munténie, 492 200 en Olténie, 400 800 en Dobrogée, 621 300 en Crișana-Muramures, 312 300 en Transylvanie et 57 700 hectares dans le Banat.
68,5 % des vins produits en 2002 sont blancs, 31,4 % sont rouges ; 71,5 % sont des vins de consommation courante, 28 % sont des DOC.
Tandis que les importations sont réduites (7 770 hectolitres), un dixième de la production roumaine est exporté, vers la Moldavie (218 110 hectolitres), l'Allemagne (152 360), la Tchéquie (35 180), l'Italie (23 270), le Royaume-Uni (11 230) ou Israël (8 820).
| Années | Production | Années | Production | Années | Production | Années | Production | Années | Production |
| ------ | ---------- | ------ | ---------- | ------ | ---------- | ------ | ---------- | ------ | ---------- |
| 1961   | 442 100    | 1971   | 635 000    | 1981   | 995 100    | 1991   | 500 800    | 2001   | 546 300    |
| 1962   | 592 500    | 1972   | 627 400    | 1982   | 1 306 900  | 1992   | 470 700    | 2002   | 546 100    |
| 1963   | 536 100    | 1973   | 922 300    | 1983   | 948 700    | 1993   | 583 855    | 2003   | 545 700    |
| 1964   | 520 000    | 1974   | 628 400    | 1984   | 1 003 800  | 1994   | 537 000    | 2004   | 707 072    |
| 1965   | 521 100    | 1975   | 727 000    | 1985   | 534 900    | 1995   | 672 000    | 2005   | 260 220    |
| 1966   | 556 600    | 1976   | 966 800    | 1986   | 1 184 600  | 1996   | 766 300    | 2006   | 501 401    |
| 1967   | 524 000    | 1977   | 910 800    | 1987   | 805 500    | 1997   | 668 800    | 2007   | 535 514    |
| 1968   | 679 200    | 1978   | 763 300    | 1988   | 642 460    | 1998   | 507 100    | 2008   | 554 182    |
| 1969   | 684 800    | 1979   | 886 300    | 1989   | 463 200    | 1999   | 566 100    | 2009   | 610 000    |
| 1970   | 449 300    | 1980   | 759 900    | 1990   | 470 500    | 2000   | 545 300    | 2010   |            |

## Consommation
Tandis que les importations sont réduites (7 770 hectolitres en 2002, venant d'Italie, de France et un peu d'Allemagne), un dixième de la production roumaine est exporté, vers la République de Moldavie (218 110 hectolitres), l'Allemagne (152 360), la République tchèque (35 180), l'Italie (23 270), le Royaume-Uni (11 230) ou Israël (8 820).
Les Roumains consomment assez peu de vin, en comparaison de la consommation dans les pays d'Europe occidentale. Mis-à-part en Moldavie, région de forte tradition vinicole, la consommation de vin est surtout festive ; dans la vie courante, l'alcool est bu surtout sous forme de bière (en été) et d'eaux de vie nommées palinca ou tsouïca (notamment en hiver) produits localement à partir de fruits, et bus y compris à l'apéritif. La consommation du vin en Roumanie se fait souvent sous forme de « șpriţuri » : cocktails de vin blanc et d'eau minérale gazeuse.